# Атакующая группа «Зет»
«Атакующая группа „Зет“» (англ. Attack Force Z) — военная историческая драма 1982 года.

## Сюжет
Вторая мировая война. Элитный отряд из пятерых спецназовцев ищет уцелевших членов экипажа самолёта, сбитого японцами, на тихоокеанском острове. Нужно спасти любой ценой летевшего на самолёте японского перебежчика, обладающего важными секретными сведениями.

## В ролях
- Мел Гибсон — капитан Пол Келли
- Сэм Нилл — сержант Дэнни Костелло
- Джон Филлип Лоу — лейтенант Ян Ветч
- Джон Уотерс — лейтенант Тед Кинг
- Крис Хейвуд — старший матрос Эй-Ди «Спаррер» Бёрд